# Alwyn Williams
Sir Alwyn Williams Kt, FRS, FRSE, MRIA, FGS (Aberdare, 8 de junho de 1921 — 4 de abril de 2004) foi um geólogo galês.
Foi presidente da Sociedade Real de Edimburgo, de 1985 a 1988.

## Prémios e honrarias
Em 1961, foi laureado com a Medalha Bigsby e em 1973 com a Medalha Murchison, ambas atribuídas pela Sociedade Geológica de Londres.